# Landesklinikum Lilienfeld

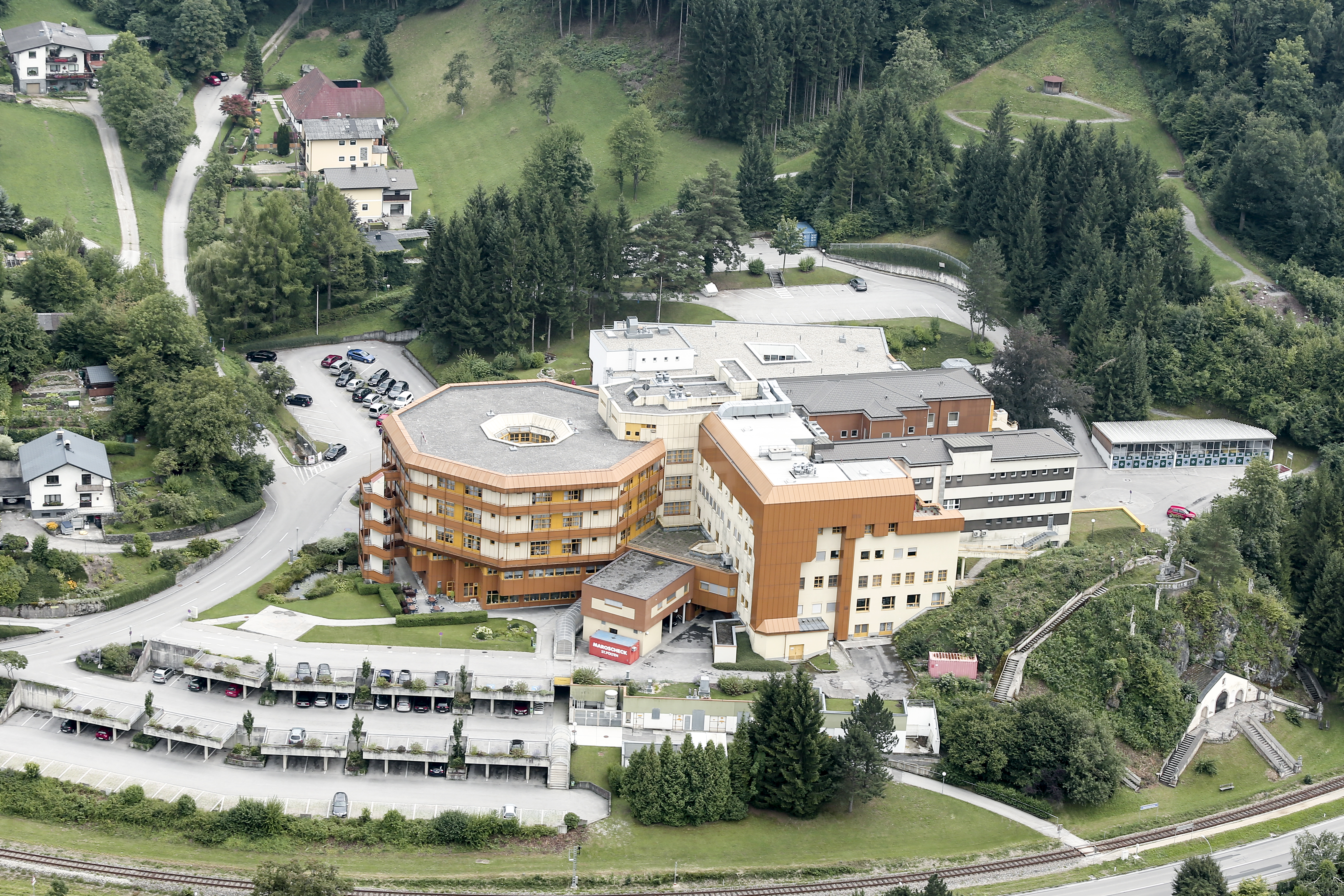
Krankenhaus Lilienfeld (2013)

Das Landesklinikum Lilienfeld ist ein Krankenhaus in Lilienfeld und wird von der Niederösterreichischen Landeskliniken-Holding geführt. Es befindet sich Im Tal 2.

## Geschichte
Das Spital Lilienfeld wurde am 31. Oktober 1903 vom damaligen niederösterreichischen Statthalter Erich von Kielmansegg eröffnet und von Abt Justin Panschab eingeweiht, Franz Schönbauer wurde erster Primar.
1907 erhielt das Krankenhaus wegen der damals verbreiteten Tuberkulose vom Österreichischen Roten Kreuz einen Zeltpavillon als Freiliegehalle mit acht Betten. Im Jahre 1908 wurde der Infektionspavillon verlängert und ein neues, mit dem Haupttrakt verbundenes Wirtschaftsgebäude, errichtet. Hier wurden die Pflegeschwestern, die elektrische Waschanstalt und die Leichenhalle untergebracht.
1910 wurde ein Röntgenzimmer errichtet. Der Großindustrielle Karl Wittgenstein spendete hier 5.000 Kronen.
1927 war der Isolierpavillon aufgestockt sowie eine neue Freiluftliegehalle errichtet und die Anzahl der Betten erhöhte sich von 40 auf 100. Die medizinische Ausstattung um eine Röntgenanlage mit fahrbarem Apparat wurde 1936 ergänzt.
Während des Zweiten Weltkrieges wechselte die Rechtsträgerschaft 1941 an das Landesratsamt. 1942 wurde eine Notbaracke mit zwanzig Betten für Fremdarbeiterpatienten errichtet. Mit der Fertigstellung einer Patientenbaracke für die Interne Abteilung und die Geburtshilfe wurde 1944 die Bettenzahl wieder erweitert. Nach Kriegsende ging die Rechtsträgerschaft an die Landesregierung und später an die Bezirkshauptmannschaft.
1948 hatte das Krankenhaus zwei Operationssäle mit Sterilraum, einen chirurgischen Pavillon mit 72 Betten, ein Röntgenzimmer, zwei Teeküchen und verschiedenste sanitäre Anlagen. Der Infektionspavillon verfügte über 31 Betten und die neue 42 Meter lange Baracke war innen mit Ziegelwänden, Fußboden, damals modernen Wasserleitungen und einer Dampfheizung ausgestattet.
Ein Neubau wurde in den Jahren 1955 bis 1959 errichtet und neben der Vergrößerung wurden auch Apparate und medizinische Einrichtungen wieder auf den neuesten Stand der Technik gebracht. Die Geburtshilfe wurde mit 15 Betten aus der Patientenbaracke in den neuen Trakt verlegt. In dem neuen Nordtrakt wurden nun die Geburtshilfe, Teile der Chirurgie, septischer und aseptischer Operationssaal und die Röntgenambulanz installiert.
Nachdem von 1962 bis 1971 große Investitionen in die Krankenhausinfrastruktur getätigt wurden, fiel von 1975 bis 1977 die erste der drei Bauetappen des Zu- und Umbau des Krankenhauses. Die Ambulanzräumlichkeiten, wie die Erstversorgung und der Röntgenraum, wurden vergrößert und erneuert. Werkstätten, Lager- und Technikräume und die Aufnahmekanzlei wurden erneuert. Auch eine Elektronische Datenverarbeitung kam schon zur Anwendung.
Bei der zweiten Bauetappe von 1978 bis 1979 wurde der Westtrakt I aufgestockt und der Zubau realisiert. Die Interne Abteilung übersiedelte mit 26 Betten in den Westtrakt I und die Patientenbaracke wurde abgerissen. Die Patientenzimmer erhielten erstmals zugeordnete Sanitärzellen. In den Jahren 1982 bis 1985 wurde das Hauptprojekt, der Neubau des Osttraktes mit rund 100 Betten und die Ambulanzerweiterung, realisiert.
Die dritte Ausbaustufe umfasste den Ausbau des Nordtraktes. Eine eigene Abteilung für Geburtshilfe, neue OP-Einrichtungen, Kreißsäle, Röntgenambulanz, Zentralgarderobe, Wäschelager und die Krankenhauskapelle wurden in den Jahren 1982 bis 1985 errichtet. Als optimale Bauform hat sich hier das Oktogon mit außenliegenden Nasszellen und Patientenzimmern und nach innen der Verkehrsgang und im Kern die Betriebsräume bewährt.
Im Jahre 2000 wurde ein zweigeschoßiger Zubau für die Computertomografieanlage an die Radiologie eröffnet und im folgenden Jahr wurde eine zentrale Haustechnik mit Elektrowerkstatt, Sicherheits- und Medizintechnik und Gebäudeleittechnik geschaffen. 2002 erfolgte die Errichtung einer Überdachung der zentralen Abfallsammelstelle im Hofbereich und die Fertigstellung der neuen Personalparkplätze am Gelände des Steinhauses.
Nach längeren Verhandlungen wurde am 30. November 2004 die Übergabe der Rechtsträgerschaft vom Gemeindeverband an das Land Niederösterreich beschlossen und am 1. Jänner 2005 übergeben.
Am 12. Juni 2006 erfolgte die Eröffnung der neuen Bettenstation 2 der Abteilung für Innere Medizin.

## Organisation
Rechtsträger des Landesklinikums Lilienfeld ist die Niederösterreichische Landeskliniken-Holding, eine Tochter des Landes Niederösterreich.
Die kollegiale Führung der Klinik wird von einem ärztlichen, einem kaufmännischen und einem pflegerischen Standortleiter gebildet. Die momentanen Direktoren sind:
- Ärztliche Standortleiterin: Ingrid Geiss
- Interim. Pflegerische Standortleiterin:  Michaela Gansch
- Kaufmännische Standortleiterin: Angelika Mies

### Abteilungen
- Anästhesiologie und Intensivmedizin
- Chirurgie
- Unfallchirurgie
- Frauenheilkunde und Geburtshilfe
- Innere Medizin
- Laborinstitut
- Physiotherapie
- Röntgeninstitut
- Zentral-OP

### Ambulanzen
- Anästhesieambulanz
- Chirurgische Ambulanz
- Gynäkologische Ambulanz
- Ambulanz für Innere Medizin

## Ausbildung
Im Landesklinikum Lilienfeld wurde aufgrund des hohen Bedarfs an diplomierten Pflegekräften 1994 eine Krankenpflegeschule eingerichtet. Nachdem sich die Bedarfssituation jedoch wieder entschärft hatte und wieder genügend diplomiertes Personal zur Verfügung stand, wurde die Schule 1999 geschlossen.